# 李迪 (作家)
李迪（1950年1月29日—2020年6月29日），河北滦南人，中国小说家。中国作家协会会员，全国公安文联特聘签约作家，中国报告文学学会理事。

## 生平
1950年1月（一说1948年11月）生于北京，祖籍河北滦南县多余屯村。1966年就读北京师范大学附属中学。1969年赴云南生产建设兵团当知识青年，1970年入伍，任第14军42师宣传队创作员。1970年发表小说处女作《后代》，在云南文坛崭露头角。1978年回京后调入人民文学出版社工作，历任现代部编辑、《商品与质量》周刊总编辑。1980年在《解放军报》连载长篇小说《这里是恐怖的森林》。1982年赴日本访学，1984年回国后继续从事文学创作。同年加入中国作家协会。他长期在看守所等监管场所体验生活，创作了许多以公安为题材的文学作品。
2020年6月29日9时36分逝世。

## 作品
出版《野蜂出没的山谷》《这里是恐怖的森林》《豹子哈齐》《黑林鼓声》《书包里的秘密》《獴！獴！獴！》《枪从背后打来》《第三条毒蛇》《傍晚敲门的女人》《预审员笔记》《血色兰花》《丹东看守所的故事》《我的眼泪为谁飞》《星星点灯》《那时候我们青春浪漫》《铁军·亲人》《警官王快乐》《社区民警是怎样炼成的》《听李迪讲中国警察故事》《英雄时代——深圳警察故事》《铁骨柔情协奏曲——无锡公安全景纪实》《徐州刑警》《黑案》《凌晨探案》《宣传队》《加油站的故事》《永和人家的故事》《十八洞村的十八个故事》。
其中在《啄木鸟》杂志发表的《傍晚敲门的女人》以悬疑的笔触和惊险的故事，开创了中国推理小说走向世界的先河，相继在俄罗斯、法国、韩国出版。他的多部作品还被拍摄成电影和电视剧上映。

## 奖项
《这里是恐怖的森林》获首届陈伯吹国际儿童文学奖，《野蜂出没的山谷》获全国第二届少年文艺创作三等奖，《豹子哈奇》获全国优秀少儿读物二等奖，《傍晚敲门的女人》获首届金盾文学奖，《悲怆的最后一个乐章》获蓝盾文学特别奖。
《丹东看守所的故事》获第五届《中国作家》鄂尔多斯文学奖优秀奖，《等你到天亮》获第二届“华富杯”中国短篇报告文学奖三等奖。